# Michel Bitbol
Michel Bitbol (12 marzo 1954) è un filosofo della scienza francese, direttore di ricerca presso il CNRS (Centre National de la Recherche Scientifique).

## Biografia
Ha studiato in diverse università parigine, prendendo una laurea in medicina nel 1980, un dottorato in fisica nel 1985 e l'abilitazione in filosofia nel 1997. Dal 1980 al 1990 ha lavorato come ricercatore in biofisica. Dal 1990 in poi si è dedicato alla filosofia della fisica, sviluppando un approccio neokantiano.
Ha curato l'edizione di scritti di Erwin Schrödinger in francese ed ha pubblicato diversi libri sulla meccanica quantistica, fra cui il testo Mécanique quantique. Une introduction philosophique, che ha vinto il premio Grammatikakis-Neumann di filosofia della scienza, assegnato dalla Académie des sciences morales et politiques.
Da diversi anni si occupa di indagare le relazioni esistenti tra la filosofia della meccanica quantistica e la filosofia della mente e della coscienza, sviluppando una ricerca iniziata con una stretta collaborazione con Francisco Javier Varela García. Inoltre è da lungo tempo interessato alla filosofia della scuola Madhyamika, dedicandosi per questo anche allo studio del sanscrito.

## Pensiero

### Interpretazione della meccanica quantistica
L'interpretazione della mccanica quantistica secondo Bitbol nasce da un'analisi di tipo minimale e strumentalista. Questa scelta ha il vantaggio di evidenziare quali siano gli elementi essenziali per ricostruire concettualmente la teoria, arrivando a delinearla come una "teoria della previsione", che permette di fornire previsioni sulle misure delle grandezze osservabili del sistema fisico considerato, a partire dalle condizioni iniziali. 
Tralasciando una descrizione che ripercorre lo sviluppo storico della teoria, si evita di doversi confrontare con l'ambiguità contenuta nelle prime interpretazioni della meccanica quantistica, e soprattutto con un «complesso lavoro di decostruzione ontologica, a partire dalle rappresentazioni permesse dalla fisica classica».
Uno dei punti fondamentali in cui questa interpretazione si differenzia dall'interpretazione di Copenaghen, è il ruolo che viene dato al vettore di stato: non rappresenta l'insieme delle informazioni che descrivono lo stato del sistema, ma è uno strumento che permette, in modo probabilistico e contestuale, la previsione delle misure delle grandezze osservabili. Nel suo saggio del 2023, Philosophie quantique, l'autore stabilisce una connessione tra la sua interpretazione e il QBism (Quantum Bayesianism). 